# Rhaphidophora conica
Rhaphidophora conica — вид квіткових рослин із родини Araceae, роду Rhaphidophora. Це ліана, рідним ареалом якої є Нова Гвінея й Архіпелаг Бісмарка.